# 激殺! 邪道拳
『激殺! 邪道拳』（げきさつ! じゃどうけん、Soul of Chiba）は、1977年の日香泰合作映画。企画・主演 ： 千葉真一、監督 ： 野田幸男・陳銅民、製作 ： シネシンク、カラー・シネマスコープ、94分。

## 解説
師匠の仇討ちを果たす格闘家の活躍を描いた物語で、千葉真一が企画に関わり、香港のヤン・スエが原案を担当し、格闘をモチーフとした作品。千葉扮する主人公が複数のムエタイ戦士や猿拳を操る刺客たちと戦うシーンは、実際に殴打技・蹴り技を身体へ打撃しており、ノーマルスピードからハイスピードへ切り替わりながら、ワンカットで撮影された。前年の映画『子連れ殺人拳』でも採用されており、当時はコンピューターグラフィックスがなかったためにこのような工夫が施され、信憑性と凄みのある格闘が表現されている。自らを強くするために主人公が電流を全身に流して反射神経を鍛錬するシーンなども加わり、ストーリーの随所に空手道・カンフー・ムエタイの活劇が展開されていく。主な脇役には、主人公に空手を教わり神秘的な笛を吹くタイ王国の娘に志穂美悦子、麻薬シンジケートの用心棒にヤン・スエ、麻薬取締官には沖縄県出身でアメリカ合衆国へ移住した空手家・山下タダシ、敵役には擬斗を兼務している鹿村泰祥、主人公の師匠にはメイクアップアーティストが本職である香港の方圓、主人公を慕う少年に陳銅民の長男・陳可辛、など各国からキャスティングされた。猿拳を操る刺客にはジャパンアクションクラブ（JAC）から栗原敏・春田三三夫・片山小源太・古賀弘文らが配役され、主人公と彼らのスピーディーで迫力ある戦闘は見せ場に仕上がっている。
本編全てがバンコクではチャオプラヤー川・セーンセープ運河、ジム・トンプソンの家や、クウェー川・パッタヤーなど、タイ王国で2か月のロケーション撮影を費やされた。千葉真一にとって映画『東京-ソウル-バンコック 実録麻薬地帯』以来の滞在となり、かつてテレビドラマ『キイハンター』がタイ王国で放映されていたため、千葉は注目を浴びていた。俳優・スタッフは、タイ王国・日本・香港・アメリカ合衆国などから参加している。各国で封切り公開された際には字幕を加えられたが、日本・アメリカ合衆国では自国の言語に吹き替えしており、声優はクレジットタイトルに表記されていない。本作は1991年のロサンゼルスや、2004年2月29日にはフィンランドのNight Visions Film Festival にてリバイバルされた。

## ストーリー
バンコクの武闘家・陳坤漢に育てられ、空手を修練してきた無音笛だが、父のように思っていた陳は高弟のサムアンに殺されてしまった。仇を討とうと無音笛はサムアンに挑むが、瀕死の重傷を負い死の淵を彷徨う。サムアンは麻薬シンジケートのボスに取り入り、密売人として暗躍し始めた。数か月間意識を失っていた無音笛は、中国人の父を持つタイ人の娘・梨花に救われる。神秘的な笛の音と電気メカ治療で、奇跡的に回復していく無音笛は修練を再開した。シンジケートの殲滅を決意し、打倒サムアンとその背後にいるボスの正体を暴くため、無音笛は多くの刺客と死闘を繰り広げていく。

## キャスト
- 千葉真一 ： 無音笛（ムーユンテック）

- 志穂美悦子 ： 梨花（リーホ）
- クンシ・ヴライ ： 大金
- 鹿村泰祥[注釈 2] ： サムアン
- ナウラ・ユタナン ： ナンタナ
- 劉雅英 ： エミー
- 方圓[注釈 3] ： 陳坤漢
- ムアング・アポロ ： 南宮
- ヤン・スエ ： ネパール
- ソムジット・サプスムルイ ： 老母
- 陳可辛 ： ドトイ
- 栗原敏 ： 五神打A
- 春田三三夫 ： 五神打B
- 片山小源太 ： 五神打C
- 古賀弘文 ： 五神打D
- ジャパンアクションクラブ (JAC )
- 山下タダシ ： 小金

## スタッフ
- 企画 ： 千葉真一・ヘンリー上田

- 監督 ： 野田幸男・陳銅民[1]
- 製作 ： 陳銅民
- 原案 ： ヤン・スエ
- 脚本 ： 長田紀生
- 撮影 ： 勝木勝夫・マス小野
- 音楽 ： 小谷充
- スチール ： 渡部厳
- 擬斗 ： 鹿村泰祥[注釈 2]
- 製作宣伝 ： 小田和治
- 製作協力 ： ピチャイ・フィルム